# Karl von Schaumann
Karl Georg Friedrich Schaumann, seit 1877 von Schaumann (* 5. Mai 1835 in Hannover; † 21. April 1900 ebenda) war ein preußischer General der Infanterie.

## Leben

### Herkunft
Karl war der Sohn des großbritannischen Kriegskommissars August Ludolf Friedrich Schaumann (1778–1840) und dessen Ehefrau Charlotte, geborene Schwabe (1796–1864).

### Militärkarriere
Schaumann besuchte die Kadettenanstalt in seiner Heimatstadt und wurde am 1. April 1853 als Portepeefähnrich im 3. Infanterie-Regiment der Hannoverschen Armee angestellt. Mit seiner Beförderung zum Sekondeleutnant kam er am 5. November 1853 in das 2. Infanterie-Regiment und wurde Anfang November 1857 zum Generalstab kommandiert. Unter Belassung in diesem Kommando avancierte Schaumann im April 1859 zum Premierleutnant, wurde Ende Mai 1861 dann zum Generalstabsoffizier I. Klasse ernannt sowie am 27. Mai 1863 in dieser Stellung ohne Patent zum Hauptmann II. Klasse befördert. Am 1. Juni 1864 erhielt Schaumann das Patent zu diesem Dienstgrad. 1866 nahm er während des Krieges gegen Preußen an der Schlacht bei Langensalza teil und wurde für sein Verhalten mit dem Ritterkreuz I. Klasse des Ernst-August-Ordens ausgezeichnet.
Nach dem verlorenen Krieg und der Annexion des Königreichs Hannover trat Schaumann am 9. März 1867 als Hauptmann in die Preußische Armee über. Er wurde dem Generalstab aggregiert und dem Großen Generalstab zugeteilt. Mit der Ernennung zum Kompaniechef im 2. Schlesische Grenadier-Regiment Nr. 11 folgte am 22. März 1868 seine Versetzung nach Altona. Als Major nahm Schaumann zu Beginn des Krieges gegen Frankreich zunächst an der Belagerung von Metz teil, in deren Verlauf er zum Kommandeur des I. Bataillons ernannt wurde. Er führte sein Bataillon in den Kämpfen bei Artenay und wurde bei Orléans durch einen Halsschuss verwundet. Vom 16. Dezember 1870 bis zum 14. Februar 1871 war Schaumann Führer des mobilen Regiments, mit dem er in der Schlacht bei Le Mans kämpfte. Ausgezeichnet mit beiden Klassen des Eisernen Kreuzes wurde er im Juli 1875 Oberstleutnant.
Kaiser Wilhelm I. erhob Schaumann am 1. Oktober 1877 in den erblichen preußischen Adelsstand. Während dieser Zeit war er als Führer des 3. und 4. Detachements der Grenzbesetzung gegen die Rinderpest in Oberschlesien kommandiert. Unter Stellung à la suite beauftragte man ihn am 13. März 1879 mit der Führung des 1. Westfälischen Infanterie-Regiments Nr. 13 in Münster. Nachdem Schaumann am 11. Juni zum Oberst befördert worden war, wurde er am 28. November 1879 zum Regimentskommandeur ernannt. Als Generalmajor war er vom 18. April 1885 bis zum 2. August 1888 Kommandeur der 5. Infanterie-Brigade in Stettin. Anschließend mit der Führung der 11. Division in Breslau beauftragt, rückte Schaumann am 19. September 1888 als Generalleutnant zum Kommandeur dieses Großverbandes auf. In dieser Stellung wurde ihm am 20. September 1890 der Kronenorden I. Klasse verliehen. Obwohl von seinem Kommandierenden General von Lewinski zur Verwendung als Gouverneur einer größeren Festung empfohlen, wurde Schaumann am 9. Juni 1891 mit der gesetzlichen Pension zur Disposition gestellt.
Nach seiner Verabschiedung verlieh Kaiser Wilhelm II. ihm am 18. Januar 1896 den Charakter als General der Infanterie sowie am 24. Januar 1899 den Roten Adlerorden I. Klasse mit Eichenlaub. Zu diesem Datum übertrug Wilhelm II. die Tradition der alten hannoverschen Truppenteile auf preußische Verbände. Aus diesem Anlass schenkten die noch lebenden ehemaligen hannoverschen Offiziere dem Kaiser eine in Silber und Marmor gearbeitete, ca. 2,05 m große Nachbildung der Waterloosäule. Am Jahrestag der Schlacht bei Waterloo übergab Schaumann dieses Geschenk Wilhelm II. auf SMY Hohenzollern persönlich.

### Familie
Schaumann hatte sich am 22. Mai 1863 in Bremen mit Elisabeth Meyer (1841–1922) verheiratet. Aus der Ehe gingen folgende Kinder hervor:
- Margarethe Elsbeth (* 1865) ⚭ 20. August 1888 Ernst Falkenthal, Landrat des Kreises Spremberg
- Karla Anna (* 1866) ⚭ 22. September 1886 Gustav Meister, Kaufmann
- Alfred Julius Dietrich (* 1868), Major im 2. Pommerschen Ulanen-Regiment Nr. 9
- Otto Gustav Theodor (* 1874), Major im Niederrheinischen Füsilier-Regiment Nr. 39
- Karl Eduard Friedrich (1876–1886)